# Мотоджимхана

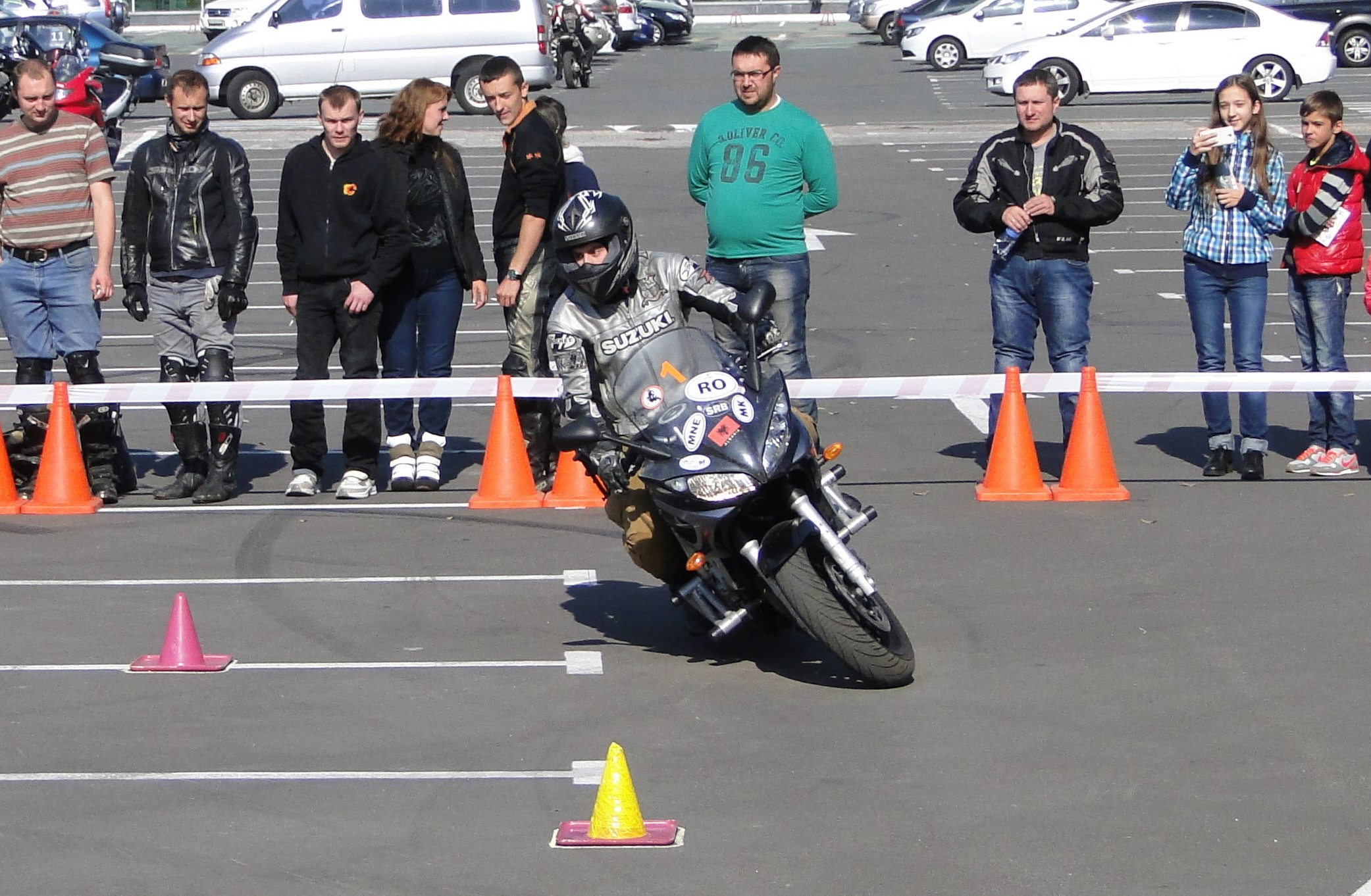
Змагання з мотоджимхани у Києві 2014 року

Мотоджимхана (англ. motorcycle gymkhana, яп. オートバイ ジムカーナ) — мотоспорт, в якому мотоциклісти змагаються на час у маневруванні на закритому асфальтованому майданчику зі штучними перешкодами. Джимхана зародилася в Японії, в 2011 році Honda  почала проводити змагання з джимхани в багатьох країнах світу. 19 травня 2012 року пройшли перші змагання в Києві. Завдяки інтернету джимхана популярна у багатьох країнах світу.

## Змагання
У змаганнях з джимхани можуть взяти участь будь-які мотоциклісти, незалежно від класу мотоциклу чи досвіду. Мотоджимхана відносно доступний вид спорту. Заїзди зазвичай проходять на закритих асфальтованих майданчиках. Схеми трас розробляються організаторами та відрізняються для кожного змагання.
Учасники, досить часто, використовують тільки першу та другу передачі, тому діапазон швидкостей низький або помірний. Існує досить велика ймовірність падіння, через нестабільність мотоциклу на малій швидкості. Але травми та серйозні пошкодження мотоциклу, трапляються рідко.
Через наявність великої кількості поворотів, легкі мотоцикли часто мають перевагу перед більш великими. Але вдало складені траси, можуть містити і довгі прямі ділянки, тому мотоцикли різних вагових категорій і потужностей, є потенційними суперниками.
Мотоджимхана потребує майстерності, здібностей, знань та досвіду керування мотоциклом. Учасники Мотоджимхана повинні не тільки досконало володіти навичками прискорення, гальмування і розподілення ваги при маневруванні, а й розуміти сильні та слабкі сторони саме своєї моделі мотоциклу. Важлива також гарна пам'ять, для запам'ятовування схем руху та аналітичний розум, для оцінки оптимальних траєкторій.

### Вимоги до техніки
Мотоцикли, які використовуються на змаганнях з Мотоджимхана, повинні бути омологовані для руху по дорогах загального користування. Тому гоночні шини, сліки та інші покришки спеціального призначення не допускаються. Мотоцикл повинен бути двохколісним. Будь-яких обмежень по розміщенню двигуна та наявності або відсутності пластику - немає. Мотоцикли можуть бути допрацьовані: встановлено високе кермо, замінені зірки силової передачі, знято пластик, встановлені захисні дуги чи клітка.

### Екіпірування
Учасники Мотоджимхана повинні вдягати шоломи. Не рекомендується використовувати відкриті шоломи. Моторукавички, захист ліктів та колін є обов'язковими. Також бажано одягати захист спини, плечей, стегон та мотовзуття. Мотоциклетні куртки, штани і комбінезони з захисними вставками, які відповідають вищенаведеним вимогам, також допускаються.

### Траси та схеми
При позначенні траси, використовуються  дорожні конуси, зазвичай,  висотою 45см
Для полегшення орієнтування на трасі, конуси мають наступне кольорове маркування:
- Червоний конус - правий поворот
- Синій конус - лівий поворот
- Червоний конус із жовтою смугою – обертання за годинниковою стрілкою (праве коло)
- Синій конус із жовтою смугою – обертання проти годинникової стрілки (ліве коло)

Найбільш відома і поширена стандартна траса Мотоджимхана, це GP8(вісімка)

## Організації та спільноти у світі
Першою найбільш поважною організацією у світі стала JAGE (англ. Japanese Moto Gymkhana Association) Асоціація Мотоджимхана у Японії, котра організовує заходи, відомі як "Official Events", на котрих усі учасники класифікуються за критеріями JAGE.
Після того як JAGE випустила відео "Welcome to the world of Moto Gymkhana" японською та англійською мовами, популярність Мотоджимхана за межами Японії невпинно зростає.
У березні 2011 року Асоціація Мотоджимхана була створена у Великій Британії, за підтримки та за згодою з JAGE. Її головними цілями є розвиток Мотоджимхана у Великій Британії та розповсюдження цього виду спорту у світі, за межами япономовного суспільства.
Приблизно у той же час Honda Poland починає серію змагань Мотоджимхана, для просування своїх мотоциклів. У цій серії існують трохи інші правила, ніж у змаганнях під патронатом JAGE.
У 2011 році у США, Бірмінгем, штат Алабама, відбулося формування Американської Асоціаці Мотоджимхана. Перший захід відбувся у червні 2011 року. З того часу захоплення цим спортом у США набуває все більшої популярності. Американська версія Мотоджимхана, більш сфокусована на розвитку навичок управління мотоциклом та приділяє менше уваги спортивно-змагальній частині.
Асоціація Мотоджимхана Північної Америки була створена у Канаді, Торонто, у 2012 році, за згодою з JAGE. Їх перший захід "Rock the Red" відбувся 15 червня 2012 року у штаб-квартирі Honda Canada.
У 2012 році, у Південній Каліфорнії була заснована M Gymkhana. Перший захід відбувся у жовтні того ж року, у аеропорту Боб Хоуп, Бербанк, Каліфорнія. Спираючись на ті ж правила, що були встановлені JAGE, M Gymkhana проводить, як спортивні змагання, так і "experience day" як початкового курсу для тих, хто ще не знайомий з Мотоджимхана.
Клуб англ. Moto Gymkhana of Australia (MGCA) був утворений у 2016 році, після приєднання до Асоціації Мотоджимхана UK. MGCA є підрозділом Австралійської Асоціаці Мотоциклистів (AMA).

### Мотоджимхана в Україні
В Україні перший захід Мотоджимхана було організованно Honda Ukraine та проведено у Києві, 19 травня 2012 року. Пізніше, у тому ж році, та наступні декілька років, компанія Honda влаштовувала змагання з Мотоджимхана у різних містах України.
Влітку 2012 року, ВГО «Українська Служба Порятунку» починає низку відбіркових змагань з американської версії Мотоджимхана, яку називають - Мотородео. Восени 2012 року, у Києві, відбувається фінал з цієї дисципліни. Мотородео схоже на японську Мотоджимхана, але має характерні риси. Більше уваги приділяється вмінням вправно тримати баланс та маневрувати в обмеженому просторі.
Після тривалої перерви, змагання Мотородео відновлюються у 2015 році. З того часу, змагання проводяться щорічно. Центром цього напрямку стає місто Черкаси.
З того ж 2012 року, досить завзято починають просувати Мотоджимхана в Одесі. Проводяться відкриті тренування та змагання. Завдяки більш комплексному підходу до тренувань, одеські спортсмени впродовж останніх років є найбільш вправними та займають призові місця.
На кінець 2018 року аматорські осередки Мотоджимхана існують у Києві, Одесі, Львові, Харкові, Черкасах та інших містах.

### Мотоджимхана в Києві

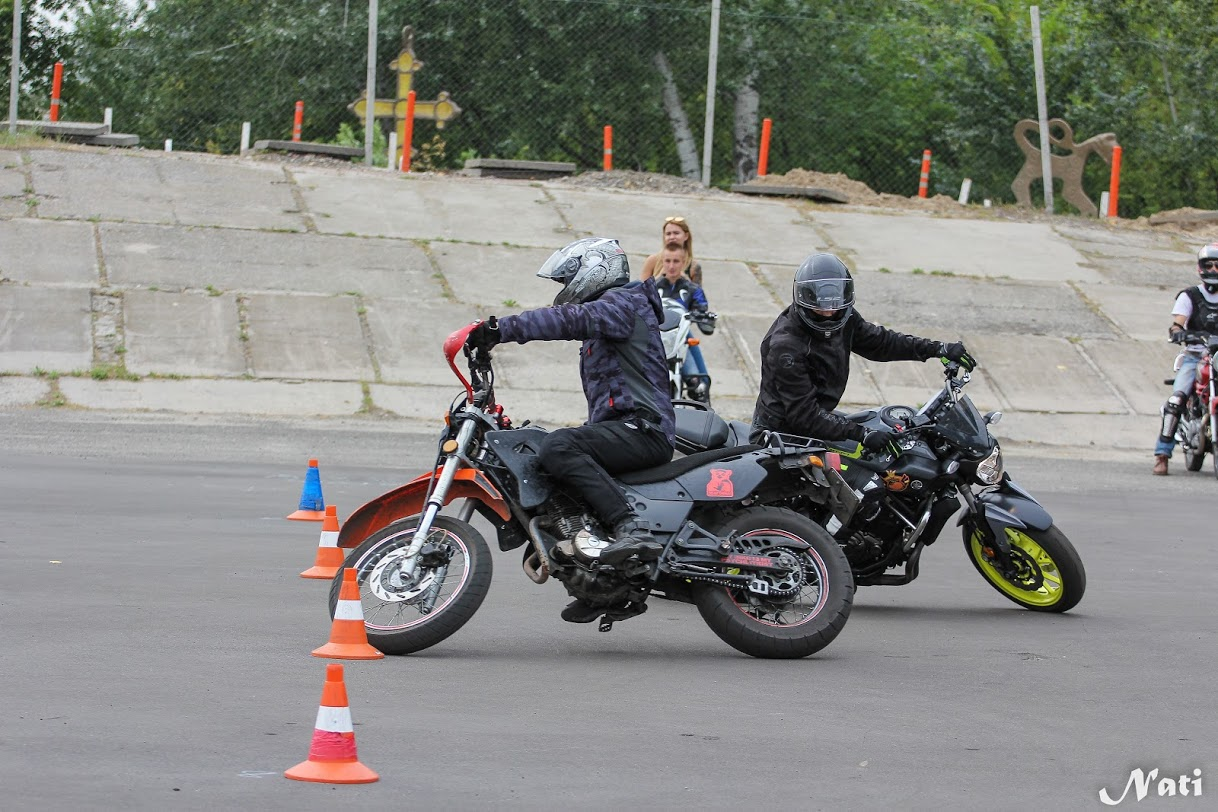
Максим Ковальов Та Максим Гріценко тренуються разом перед 6 етапом Moto Gymkana Kiev Cup 2018

Після перших змагань в 2012 році в Києві з'явився свій осередок "джимханістів". Спочатку вони перепробували декілька майданчиків для тренувань, але основним став майданчик "ДВРЗ", за адресою Машиністівська 17а. Активісти намалювали фарбою декілька стандартних фігур зі змагань Мотородео. В наступні роки джимханісти знайшли ще декілька майданчиків. Протягом 2018 року тренування проходили на п'яти різних майданчиках міста.
В жовтні 2014 року київські джимханісти влосноруч влаштовують змагання з джимхани під назвою "Диваки на Віражах". Емблема цих змагань в подальшому стане емблемою всього столичного руху джимхани. Трохи пізніше з'являється і назва для київського руху  - МотоДжимханаКиїв, це словосполучення стало відомим через аналогічну назву сторінок у соцмережах. У вересні-жовтні 2016 році проходять три етапи змагань з джимхани на парковці однієї з київських крамниць. 
В 2017 організатори ШКМГ на автодромі "Чайка" пропонують провести джимхану на парковці біля треку, паралельно з мотоперегонами. В такому стилі проходить три змгання з джимхани в 2017 році. 
В 2018 році активісти МотоДжимханаКиїв проводять чемпіонат з джимхани у 7 етапів під назвою Moto Gymkhana Kiev Cup 2018.  Учасники ділилися на три класи: А(до 400сс), В(більше 400сс) і клас "Леді". Переможцями стали: Макисм Ковальов(клас А), Максим Гріценко(клас В) і Аліна Ровінська(клас Леді). Головним організатором змагань виступам Віктор Мікулін.

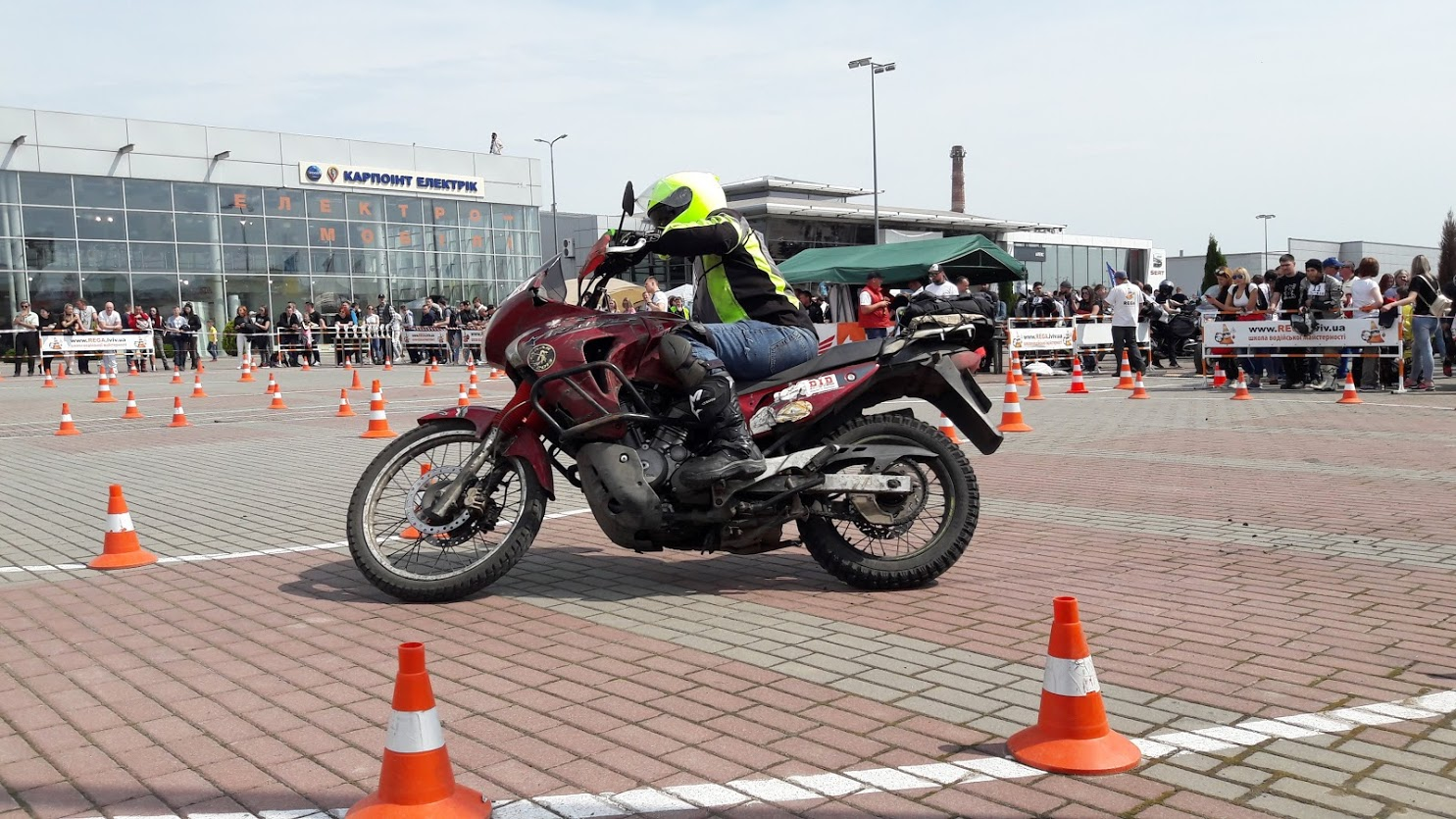
Дрібний" Мікулін на змаганнях з джимхани у Львові. 2018 рік

### Мотоджимхана у Львові
Починаючи з 2016 року змагання з джимхани проходять раз на рік у Львові. В 2017 та 2018 роках абсоютно кращий час показав Віктор Мікулін з Києва на мотоциклі Honda XL650V.

## Класифікація спортсменів JAGE

### Обраний клас
- А клас: Спортсмени, які показали час, менший від 105% найшвидшого часу на "Official Events", отримали достатню кількість рейтингових балів, та були ухвалені організатором А класу.
- В клас: Інші спортсмени, які показали час, менший від 105% найшвидшого часу на "Official Events"
- С1 клас: Спортсмени, які показали час, менший від 110% найшвидшого часу на "Official Events"
- С2 клас: Спортсмени, які показали час, менший від 115% найшвидшого часу на "Official Events"

### Клас новачків
- NO клас: Чоловіки, які показали час, більший від 115% найшвидшого часу на "Official Events" та мають модифікований мотоцикл[1]
- NN клас: Чоловіки, які показали час, більший від 115% найшвидшого часу на "Official Events"
- NL клас: Жінки, які показали час, більший від 115% найшвидшого часу на "Official Events"

### SB клас
SB клас застосовується тільки серед мотоциклів з об'ємом двигуна більше 700куб.см, які проходять у Обраний клас. Їх результати порівнюються із іншими учасниками, які належать до SB класу. Крім того вони отримують рейтингові бали при показниках часу менше 107%

### Переміщення між класами
- Спортсмен який отримав підвищення класу, ніколи не зможе його зменшити.
- Спортсмен який був підвищений до рівня В/С1/С2, може змагатися у новому класі з наступних змагань.
- Спортсмен який був підвищений до класу А, може змагатися із спортсменами класу А з першої події наступного року, бо перехід у клас А відбувається за підсумками рейтингових балів, один раз на рік.